# Mametz (Somme)
Mametz korábbi község Franciaországban, Somme megyében. Lakosainak száma 183 fő (2018. január 1.). Mametz Contalmaison, Bazentin, Bray-sur-Somme, Carnoy, Fricourt és Montauban-de-Picardie községekkel határos.
2019. január 1-jén Carnoy korábbi községgel egyesült és az így létrejött Carnoy-Mametz új község része lett.

## Népesség
A település népességének változása:
| Lakosok száma | 178  | 184  | 191  | 183  | 183  |
|               | 2013 | 2015 | 2016 | 2017 | 2018 |